# Cantonul Saint-Aubin-d'Aubigné
Cantonul Saint-Aubin-d'Aubigné este un canton din arondismentul Rennes, departamentul Ille-et-Vilaine, regiunea Bretania, Franța.

## Comune
- Andouillé-Neuville
- Aubigné
- Chevaigné
- Feins
- Gahard
- Melesse
- Montreuil-le-Gast
- Montreuil-sur-Ille
- Mouazé
- Romazy
- Saint-Aubin-d'Aubigné (reședință)
- Saint-Germain-sur-Ille
- Saint-Médard-sur-Ille
- Sens-de-Bretagne
- Vieux-Vy-sur-Couesnon